# Pablo Pozo
Pablo Antonio Pozo Quinteros (n. San Vicente de Tagua Tagua, 27 de marzo de 1973) es un ex árbitro de fútbol chileno con categoría FIFA desde 1999; desde 2012, ha ocupado el cargo de presidente del cuerpo arbitral de la ANFP. Desde septiembre de 2018 es panelista de Fox Sports Radio en la cadena Fox Sports Chile.

## Carrera
Su primer partido internacional lo dirigió el 10 de septiembre de 2003 y enfrentó a la Selección de fútbol de Bolivia con la Selección de fútbol de Colombia.
Ha dirigido choques de todos los torneos organizados por la CONMEBOL y correspondientes a la fase previa de la Copa Mundial de Fútbol de la FIFA. También ha sido designado para arbitrar en el Torneo masculino de fútbol en los Juegos Olímpicos de Pekín 2008, la Copa Mundial de Clubes de la FIFA 2008, la Copa FIFA Confederaciones 2009 y el Mundial Sub-17 de Nigeria 2009.
El 5 de febrero de 2010, la FIFA confirmó su presencia en la Copa Mundial de Fútbol a disputarse en Sudáfrica. Sin embargo, mientras entrenaba junto a otros árbitros, Pozo sufrió un esguince de tobillo, el cual impidió su participación en el primer partido que le correspondía dirigir. Tras su recuperación, se confirmó que su debut sería el día 21 de junio en Ciudad del Cabo, en el partido entre Portugal y Corea del Norte, que acabaría con una goleada 7-0 a favor de los lusos.
En junio de 2010, anunció su intención de retirarse a fines de ese año. Su último partido dirigido fue el choque entre Audax Italiano y Unión Española el 19 de diciembre de 2010.

## Distinciones individuales
| Distinción              | Año  |
| ----------------------- | ---- |
| Mejor Árbitro Masculino | 2008 |
| Mejor Árbitro Masculino | 2010 |

## Curiosidades
- En el 2010, el árbitro de fútbol fue protagonista de comerciales del SerNaM, instando a terminar con la violencia contra las mujeres.[9]
- Apareció en la portada de las Reglas del Juego 2010/2011, reglamento oficial de la FIFA que contiene las reglas para la práctica del fútbol.[10]

## Polémicas
Debido a que su hermano Mauricio era futbolista profesional, tenía vetado dirigir cualquier equipo en el cual estuviese fichado su hermano. Esto le trajo varias polémicas.
- En un cotejo de Unión Española en la Primera B de 1998, fue agredido verbalmente por los jugadores del cuadro hispano, después de que Pozo les expulsara a un jugador. Le dijeron La Unión echó a tu hermano y ahora te quieres vengar. Al final del partido Pozo declaró que estaba muy sentido por la actitud de los jugadores de Unión, pues ellos habían estado varias veces en su casa y ahora lo trataban mal después que él les había brindado su hospitalidad.
- Uno de los más grandes problemas lo vivió en 1997 cuando estaba en tercer año de auditoría en la Universidad de la República. En la última fecha del Clausura le tocó arbitrar en El Salvador el partido entre Cobresal y Melipilla, clave para el local, que estaba luchando por el cupo de ascenso con Rangers, donde jugaba su hermano. Cobró un penal clarísimo para Melipilla, y con ese gol, derrotó a los cobresalinos, llevando a Rangers a la Primera División para 1998. La hinchada y la gente de la ciudad lo trataron pésimo, pero lo peor vino después, como contó el propio Pozo a la extinta revista Don Balón: El lunes siguiente regresé a clases donde tenía un compañero que era fanático de Cobresal. Me contó que les había robado el ascenso un tal por cual que les había arbitrado el partido ante Melipilla y que tenía un hermano que era futbolista. Fueron muchos los insultos antes de que decirle que yo era ese juez[11]